# Wallers
 Wallers  es una comuna y población de Francia, en la región de Norte-Paso de Calais, departamento de Norte, en el distrito de Valenciennes y cantón de Valenciennes Norte.
Su población en el censo de 1999 era de 5.582 habitantes. Forma parte de la aglomeración urbana de Valenciennes.
Está integrada en la Communauté d'agglomération de la Porte du Hainaut.

## Demografía
| 7558 | 7508 | 7105 | 6564 | 5862 | 5582 |
| Para los censos de 1962 a 1999 la población legal corresponde a la población sin duplicidades (Fuente: INSEE [Consultar]) |      |      |      |      |      |

## Ciclismo
Esta comuna es especialmente famosa por el tramo de adoquines Trouée d'Arenberg, por donde pasa cada año la clásica ciclista París-Roubaix. Este tramo es uno de los más duros de la carrera y siempre provoca una fuerte selección en el pelotón.